# 松原忠義
松原 忠義（まつばら ただよし、1943年〈昭和18年〉2月8日 - ）は、日本の政治家。東京都大田区長を4期、大田区議会議員を3期、東京都議会議員を3期務めた。

## 略歴
- 1943年（昭和18年） -2月8日 東京府東京市大森区（現・大田区）池上に生まれる[3]
- 1955年 (昭和30年） - 大田区立池上第二小学校卒業。
- 1958年 (昭和33年） - 大田区立大森第四中学校卒業。
- 1961年 (昭和36年)  - 正則高等学校卒業。
- 1966年（昭和41年） - 早稲田大学法学部卒業[2]。地元選挙区の旧東京2区選出だった衆議院議員宇都宮徳馬の秘書となる。
- 1983年（昭和58年） - 第10回統一地方選挙で行われた大田区議会議員選挙に出馬し、初当選。
- 1993年（平成5年） -  第14回東京都議会議員選挙に大田区選挙区、自民党公認で出馬し落選。
- 1997年（平成9年） -  第15回東京都議会議員選挙。大田区選挙区から自民党公認で出馬し、当選。
- 2007年（平成19年） - 3月19日付で都議会議員を辞職。第16回統一地方選挙で行われた大田区長選挙で自民党・公明党の推薦を得て出馬し、前区長西野善雄の後継指名を受けた元助役ら5人の対立候補を破り、初当選。85,472票。
- 2009年（平成21年） - 明治大学ガバナンス研究科を修了し[2]、公共政策修士（専門職）を取得。
- 2011年（平成23年） - 第17回統一地方選挙で大田区長に再選。140,181票。
- 2015年（平成27年） - 第18回統一地方選挙で大田区長に3選。171,523票。
- 2018年（平成30年） - 東京都国民健康保険団体連合会理事長職務代行[4]。
- 2019年（平成31年） - 第19回統一地方選挙で大田区長に4選。135,930票。
- 2023年 (令和5年)  - 同年4月23日に行われた大田区長選挙に出馬せず引退。
- 2024年（令和6年） - 春の叙勲で旭日中綬章受章[5][6]。

## 政策・主張

### 多選自粛条例
- 2007年の区長選挙の際、多選の弊害打破をマニフェストに掲げて当選しており、区長の任期を連続して3期を超えないように努める多選自粛条例を制定したが、2018年11月28日の定例会において、自身4期目となる区長選挙への立候補を表明し、自ら制定した条例を廃止した[7][8]。

### 路上喫煙問題
- 2017年11月30日の定例会において、大田区の路上喫煙禁止地区が他の自治体と比較して著しく狭いことを指摘された際、「地域ごとの状況を踏まえ、区民や事業者の多様なご意見もお聞きしながら検討する必要があります」として路上喫煙禁止地区の拡大に慎重な姿勢を見せた[9]。

### 北朝鮮に対する姿勢
- 犬伏秀一区会議員（たちあがれ日本）は2012年3月1日の定例会にて、松原が1991年9月6日から北朝鮮平壌に訪朝団の一員として出かけ、当時の記録には金正日にパソコンを贈ったことや「世界に輝け主体思想」と金日成を称えた文言が見られると述べた。また、大田区千鳥にある朝鮮学校東京朝鮮第六初級学校へも大田区から補助金が支出されていると述べた[10]。松原は、訪朝は大田区議会が日朝国交正常化の意見書を議決したことを受けてのものだったと述べた。金正日への贈り物については儀礼に従ったものと考えられ、贈り物の選定に自身は関わっていないと述べた。北朝鮮との交流については、1991年当時は訪朝可能な状況にあったが、その後は拉致問題の影響もあり、慎重に対処すべき時にあるとの認識を示した[11]。

## 論争
京急蒲田駅ダイヤ改正問題
2010年、京浜急行電鉄は全てのエアポート快特が京急蒲田駅を通過するダイヤへの改正を計画したが、大田区は京急蒲田駅の高架化工事の一部費用を負担したため、松原は京急のダイヤ改正に苦言を呈し、ダイヤ改正前日の5月15日に行われたエアポート快特の京急蒲田駅通過に反対する集会に出席した。
区長退職金の資産隠し問題
2018年11月の大田区議会本会議において、（政治倫理の確立のための大田区長の資産等の公開に関する条例により、資産等報告書の作成が義務づけられているにもかかわらず）「過去2回退職金を受領されたが、資産公開の資産のところに退職金相当の金額が計上されていない。」との質問に対して、「預金、貯金については当座預金及び普通預金は除くと規定されております。」と答弁して、退職金資産を明らかにしなかった。

## 関連人物
- 宇都宮徳馬 - 議員秘書を17年務めた。
- 鈴木章浩 - 東京都議会議員としての地盤を譲り、後継候補として当選した
- 松原秀典 - 実弟。現大田区議会議員(自由民主党大田区民連合所属)。